# Битка при Арабаконак
Битка при Арабаконашкия проход в Стара планина е неуспешен опит на Орханийската османска армия да проведе настъпателни действия срещу Западния отряд (Гурко), в помощ на Западната османска армия обсадена при Плевен по време на Руско-турската война (1877 – 1878).

## Оперативна обстановка
Преди началото на бойните действия, силите на Орханийската армия са разположени по линиите Етрополе – Правец, Новачене – Литаково, Врачеш – Арабаконашкаи проход и Златишко поле – София. Главната османска позиция на Арабаконашкия проход е изградена по гребена на Западна Стара планина между връх Шиндарник и Арабаконашкия проход. Ключ на позицията е Ялдъз табия с редут и 4 оръдия. Изграден е на командния връх Шиндарник. Вляво от него в посока на Арабаконашкия проход са изградени още 6 редута с 19 оръдия. Осигурени са от няколко линии окопи. Османското командване я разглежда като изходна позиция за атакуване в направлението София – Плевен.
Срещу позицията са разположени частите на Западния Руски отряд, който с временна отбрана, осигурява фланга на руската групировка, обсадила Западната османска армия при Плевен.
През месец ноември 1877 г. Орханийска османска армия с командир Мехмед Али паша, планира да проведе настъпателни действия срещу заелия позиция при Арабаконашкия проход Западен Руски отряд с командир генерал-лейтенант Йосиф Гурко. В случай на успех, да развие настъплението в помощ на обсадената при Плевен Западна османска армия с командир Осман паша. Атаката е насрочена за 21 ноември със силите на 18 табора под командването на Шакир паша.
Генерал-лейтенант Йосиф Гурко получава на 17 ноември предупреждение от главнокомандващия княз Николай Николаевич да не провежда настъпателни действия до приключване обсадата на Плевен. Узнал за османските намерения, планира изпреварващи действия с двудневен артилерийски обстрел, започващ на 21 ноември.

## Бойни действия
Османската атака започва рано сутринта на 21 ноември. Нападнати са позициите заети от лейбгвардейския Московски полк от двете страни на шосето за София. Първата атака е прекратена поради руското артилерийско контранападение. Сред османските части настава бъркотия, вследствие експлозия на боеприпаси от пряко попадение на руски снаряд. Подновена е към 11:00 часа. Десния фланг на лейбгвардейския Московски полк е изтеглен назад. В ожесточения бой са насочени всички руски резерви и противника е отхвърлен. След 15:00 часа започва трета османска атака. Този път срещу левия руски фланг. Отбит е с включване в боя на руските резерви.
Османските части подновяват атаките на 22 ноември. През целия ден се ожесточени боеве и отново са отбити. Показана е неспособността на Орханийската османска армия да води успешни настъпателни действия. На Арабаконашката позиция настъпва едномесечно затишие. Окончателно ще бъде превзета от руските сили в хода на преминаването на Западния отряд (Гурко) през Стара планина.